# 에노모토 다이키
에노모토 다이키(일본어: 榎本 大輝, 1996년 6월 21일~)는 일본의 축구 선수이다.

## 구단 경력
그는 2018년 J1리그의 나고야 그램퍼스에 입단했다. 2020년부터 2021년까지 J2리그의 도쿠시마 보르티스와 에히메 FC에서 뛰었다. 2022년 일본 풋볼 리그의 레일락 시가 FC로 이적했다. 2024년까지 73경기에 출전하여, 12득점을 넣었다. 202년 J1리그의 FC 마루야스 오카자키로 이적했다.